# ? (Fragezeichen) (Album)
? (Fragezeichen) ist das am 27. Januar 1984 veröffentlichte zweite Studioalbum der deutschen Popgruppe Nena.

## Hintergrund
Nach dem großen Erfolg des selbstbetitelten Debütalbums, dessen Single 99 Luftballons neben Platz eins der deutschen Charts auch den zweiten Platz der Billboard Hot 100 in den Vereinigten Staaten erreicht hatte, begab sich die Band nach dem Ende der Tournee von Oktober bis Dezember 1983 erneut ins Studio, um das Nachfolgealbum aufzunehmen.
Die Aufnahmen fanden im Spliffstudio in West-Berlin statt; die Produktion wurde wieder von Manfred Praeker und Reinhold Heil übernommen, die auch schon das Debütalbum produziert hatten. Das Saxophon bei ? (Fragezeichen) und Lass mich dein Pirat sein wurde von Dave Sanborn in den A&R Studios in New York City, USA aufgenommen. Beim Titel Das Land der Elefanten übernahm Uwe Fahrenkrog-Petersen die Lead Vocals. Das Albumcover gestalteten Jim Rakete und Roman Stolz.

## Titelliste
| #  | Titel                        | Autor(en)                                  | Produzent(en)                | Länge |
| -- | ---------------------------- | ------------------------------------------ | ---------------------------- | ----- |
| 1  | Rette mich                   | Carlo Karges                               | Reinhold Heil, Manne Praeker | 3:17  |
| 2  | ? (Fragezeichen)             | Jörn-Uwe Fahrenkrog-Petersen, Nena Kerner  | Reinhold Heil, Manne Praeker | 4:28  |
| 3  | Das Land der Elefanten       | Jörn-Uwe Fahrenkrog-Petersen, Nena Kerner  | Reinhold Heil, Manne Praeker | 3:42  |
| 4  | Unerkannt durchs Märchenland | Nena Kerner, Jürgen Dehmel                 | Reinhold Heil, Manne Praeker | 3:21  |
| 5  | Küss mich wach               | Rolf Brendel                               | Reinhold Heil, Manne Praeker | 2:43  |
| 6  | Lass mich dein Pirat sein    | Nena Kerner, Rolf Brendel                  | Reinhold Heil, Manne Praeker | 4:51  |
| 7  | Ich häng an dir              | Jörn-Uwe Fahrenkrog-Petersen, Nena Kerner  | Reinhold Heil, Manne Praeker | 4:13  |
| 8  | Sois bienvenu                | Jörn-Uwe Fahrenkrog-Petersen, Rolf Brendel | Reinhold Heil, Manne Praeker | 3:22  |
| 9  | Keine Antwort                | Carlo Karges, Jürgen Dehmel                | Reinhold Heil, Manne Praeker | 3:18  |
| 10 | Der Bus is schon weg         | Carlo Karges                               | Reinhold Heil, Manne Praeker | 0:15  |
| 11 | Es regnet                    | Carlo Karges                               | Reinhold Heil, Manne Praeker | 4:45  |
| 12 | Der Anfang vom Ende          | Nena Kerner                                | Reinhold Heil, Manne Praeker | 3:35  |

## Verschiedene Versionen
Neben der Erstveröffentlichung auf LP 1984 wurden und werden auf dem Tonträger CD verschiedene Ausstattungsvarianten angeboten. Sony Music veröffentlichte 1998 eine erneute CD-Auflage, wobei die Aufnahmen mittels des Super-Bit-Mapping-Verfahrens (SBM) digital überarbeitet wurden.

## Rezeption
Auf der Website Allmusic.com schrieb Alan Severa, die „sanfte Atmosphäre“ des Albums mache es zu einer Besonderheit unter den Nena-Alben. Das Titelstück sei trotz des Mangels an musikalischem Reiz für die Nena-Fans zu einer Hymne geworden. Er vergab vier von fünf Sternen.

## Kommerzieller Erfolg

### Chartplatzierungen
Das Album erreichte die Spitzenplätze der Charts in Deutschland, Österreich und der Schweiz, die erste ausgekoppelte Single ? (Fragezeichen) die Top Ten in diesen drei Ländern (in der Schweiz Platz eins). Die zweite Auskopplung Rette mich gelangte jedoch in keinem der drei Länder unter die ersten zehn, die Ballade Lass mich Dein Pirat sein errang in Deutschland nur noch Platz 53 und trat in Österreich und der Schweiz gar nicht in Erscheinung.
| ChartsChartplatzierungen | Höchstplatzierung | Wochen |
| ------------------------ | ----------------- | ------ |
| Deutschland (GfK)        | 1 (34 Wo.)        | 34     |
| Österreich (Ö3)          | 1 (18 Wo.)        | 18     |
| Schweiz (IFPI)           | 1 (29 Wo.)        | 29     |

| ChartsJahrescharts (1984) | Platzierung |
| ------------------------- | ----------- |
| Deutschland (GfK)         | 3           |
| Österreich (Ö3)           | 6           |
| Schweiz (IFPI)            | 4           |

### Auszeichnungen für Musikverkäufe
| Land/Region        | Auszeichnungen für Musikverkäufe (Land/Region, Auszeichnung, Verkäufe) | Verkäufe |
| ------------------ | ---------------------------------------------------------------------- | -------- |
| Deutschland (BVMI) | Platin                                                                 | 500.000  |
| Niederlande (NVPI) | Gold                                                                   | 50.000   |
| Insgesamt          | 1× Gold · 1× Platin ·                                                  | 550.000  |